# Joseph Emile Harley
Joseph Emile Harley, född 14 september  1880 i Williston i South Carolina, död 27 februari 1942 i South Carolina, var en amerikansk demokratisk politiker.
Harley var South Carolinas viceguvernör 1935–1941 och därefter guvernör från 1941 fram till sin död. Flera framstående politiker i South Carolina kom vid denna tidpunkt från Barnwell County, däribland Harley, och de kom att kallas "Barnwell Ring".
Harley deltog i spansk-amerikanska kriget, var verksam som bankdirektör och senare borgmästare i Barnwell.
Harley tillträdde 1935 som South Carolinas viceguvernör. År 1941 efterträdde han Burnet R. Maybank som guvernör och avled 1942 i ämbetet.